# Municipio de Prairieton (Indiana)
El municipio de Prairieton (en inglés: Prairieton Township) es un municipio ubicado en el condado de Vigo en el estado estadounidense de Indiana. En el año 2010 tenía una población de 1222 habitantes y una densidad poblacional de 25,49 personas por km².

## Geografía
El municipio de Prairieton se encuentra ubicado en las coordenadas 39°21′44″N 87°29′24″O / 39.36222, -87.49000. Según la Oficina del Censo de los Estados Unidos, el municipio tiene una superficie total de 47.93 km², de la cual 46,17 km² corresponden a tierra firme y (3,69 %) 1,77 km² es agua.

## Demografía
Según el censo de 2010, había 1222 personas residiendo en el municipio de Prairieton. La densidad de población era de 25,49 hab./km². De los 1222 habitantes, el municipio de Prairieton estaba compuesto por el 96,24 % blancos, el 1,31 % eran afroamericanos, el 0,16 % eran amerindios, el 0,9 % eran asiáticos, el 0,57 % eran de otras razas y el 0,82 % eran de una mezcla de razas. Del total de la población el 0,82 % eran hispanos o latinos de cualquier raza.